# Alexander Polyhistor
Lucius Cornelius Alexander Polyhistor (* um 100 v. Chr.; † um 40 v. Chr.) war ein antiker griechischer Gelehrter. Aufgrund seiner vielfältigen Studien erhielt er den Beinamen Polyhistor. Die Mehrzahl seiner Werke ist heute verloren, aber einige Zitate und Fragmente, die bei anderen Schriftstellern erhalten sind, werfen ein interessantes Licht auf Geschichte und Kultur des östlichen Mittelmeerraumes.

## Leben und Werk
Alexander Polyhistor wurde in Milet oder Myndos in Karien geboren. Von Sulla während des Ersten Mithridatischen Krieges gefangen genommen und nach Rom verschleppt, nahm er bei seiner Freilassung den Namen Cornelius an und lebte weiter in Italien. Er begleitete Crassus auf dessen Feldzügen gegen die Parther.
Alexanders bedeutsamster Traktat bestand aus 42 Büchern über historische und geographische Fragen nahezu aller Länder der antiken Welt. Sein zweites bedeutendes Werk behandelt die Juden. Es enthält in nacherzählender Form Exzerpte von jüdischen Schriftstellern, die anderweitig unbekannt sind. Zu den Schülern Alexanders gehörte u. a. Gaius Iulius Hyginus, ein lateinischer Schriftsteller und Freund Ovids, der von Kaiser Augustus zum Leiter der Palatinischen Bibliothek ernannt wurde.

## Textausgaben
- Die Fragmente der griechischen Historiker, Nr. 273.
- Nikolaus Walter (Hrsg.): Jüdische Schriften aus hellenistisch-römischer Zeit. Bände I/2 und III/2. Gütersloh 1975–1976.